# Parafia Matki Bożej Królowej Polski w Domostawie
Parafia Matki Bożej Królowej Polski w Domostawie – parafia rzymskokatolicka znajdująca się w diecezji sandomierskiej w dekanacie Ulanów. Erygowana została w 1928 roku przez biskupa Anatola Nowaka.

## Zasięg parafii
Parafia obejmuje swoim zasięgiem miejscowości w gminie Jarocin: Domostawę, Katy, Kutyły, Szwedy i Zdziary. 

## Miejsca kultu
- kościół parafialny pw. Matki Bożej Królowej Polski
- kościół filialny pw. Chrystusa Króla w Zdziarach
- cmentarz parafialny w Domostawie z kaplicą pw. Miłosierdzia Bożego